# Eva Maria Bayerwaltes
Eva Maria Bayerwaltes (* 28. Juli 1950 in Bonn) ist eine deutsche Schauspielerin und Synchronsprecherin.

## Leben und Karriere
Bayerwaltes besuchte ein Humanistisches Gymnasium und lernte dort Latein und Altgriechisch. Nach ihrem Abitur (1969) wurde sie nach der von Hilde Weissner geleiteten Aufnahmeprüfung mit Vorsprechen am Salzburger Mozarteum angenommen, wo sie bis 1972 eine Schauspielausbildung machte, die sie mit dem Diplom als geprüfte Bühnendarstellerin abschloss. Ihre Ausbildung umfasste u. a. Gesang, Atemtechnik, Stimmtechnik, Training im Dramatischen Unterricht, Bühnenkunde, Kostümkunde und Literaturgeschichte.
Ihr erstes Festengagement hatte sie an den Städtischen Bühnen Freiburg. (1972–1975). Es folgten Verpflichtungen am Landestheater Schwaben in Memmingen (1975–1977) und am Hessischen Landestheater Marburg (1978–1982). Gastverträge hatte sie in der Spielzeit 1977/78 an der Landesbühne Niedersachsen Nord in Wilhelmshaven und am Theater Heilbronn.
1972 gab sie, noch während ihrer Zeit auf der Schauspielschule, ihr Filmdebüt beim Fernsehen, in der Folge Schwester Ignatia aus der Kriminalserie Der Kommissar. Ab den 1980er Jahren war Bayerwaltes regelmäßig im deutschen Fernsehen zu sehen, häufig in Produktionen des ZDF. Sie übernahm durchgehende Serienrollen, Episodenrollen und auch Gastrollen in zahlreichen Fernsehserien. Bayerwaltes spielte in zahlreichen Fernsehserien mit. In der elfteiligen Fernsehserie Heimat – Eine deutsche Chronik (1984), die sie parallel zu ihrem damaligen Theaterengagement in Singen am Bodensee drehte, spielte sie ab der 3. Folge die Rolle der Pauline Kröber, eine Frau im Alter zwischen 30 und 60 Jahren, später (1992) in der Fortsetzung Die zweite Heimat – Chronik einer Jugend dann als Tante Pauline.
Sie wirkte auch in verschiedenen Fernsehfilmen mit, unter anderem in Plötzlich Opa (2006) und, an der Seite von Christine Neubauer, in dem Flüchtlingsdrama Die Erntehelferin (2007); in Erinnerung bleibt insbesondere ihre „strenge“ Oberschwester Inge in der Fernsehkomödie Der zweite Frühling (2003), in der sie mit starker Hand und hartem Regiment die Herrschaft in einer Kurklinik in Bad Elster führt und vier Senioren und Seniorinnen, die ihren zweiten Frühling erleben, ständig auf die Regeln des Klinikbetriebs hinweist.
In der Fernsehserie In aller Freundschaft war sie 2003 in mehreren Folgen als Oberschwester Ruth Faust zu sehen, die als Vertretung von Oberschwester Ingrid an die Sachsenklinik kommt und dort mit ihrer militärischen Art das Personal leitet. Im November 2004 (Folge 244: Die Kraft der Liebe) war sie noch einmal als Ruth Faust zu sehen, diesmal als Pflegedienstleiterin in einer Seniorenresidenz.
In der ZDF-Krimiserie SOKO Stuttgart spielte sie ab 2009 die durchgehende Serienrolle der Frau Professor Dr. Wolter, die Leiterin der Gerichtsmedizin, die dabei seit 2015 von ihrem Assistenten Benedikt Förster (Florian Wünsche) unterstützt wird. 2018 verlässt ihre Rollenfigur die Gerichtsmedizin, um sich vermehrt um ihre Studenten zu kümmern. In der 11. Staffel der Serie SOKO Stuttgart (2019) hatte Bayerwaltes in ihrer Rolle noch einmal einen Gastauftritt anlässlich der Disputation Försters.
In kleineren Rollen war sie auch im Kino in den Filmen Das schreckliche Mädchen (1990, als Sekretärin) und Bibi Blocksberg zu sehen.
Anfang der 1980er Jahre besuchte Bayerwaltes ein Synchronsprecherseminar beim Bayerischen Rundfunk in München und kam so zur Synchronarbeit. Als Synchronschauspielerin lieh Bayerwaltes unter anderem Linda Bassett, Kathy Bates,  Stockard Channing, Whoopi Goldberg, Anémone und Miriam Margolyes ihre Stimme. Sie sprach außerdem Frau Montague (im Original: Julie Walters) in dem Animationsfilm Gnomeo und Julia. In der Zeichentrickserie Das Zauberkarussell, spricht sie die Kuh Wilma, die wie eine Opernsängerin singt und damit den Dorfbewohnern auf die Nerven geht. Außerdem sprach sie diverse Rollen in Fernsehserien, unter anderem in Star Trek: Enterprise. Beim jüngeren Publikum gewann sie 1999 an Bekanntheit, als sie in der KiKA-Zeichentrickserie SimsalaGrimm ihre Stimme diversen Hexen und Mägden lieh.
Bayerwaltes lebt seit 1982 als freie Schauspielerin in München. Sie bezeichnet sich als „gläubige Katholikin“ und besitzt neben ihrem Münchner Wohnsitz ein Haus in Oberfranken. Sie ist die Mutter der Synchronsprecherin Malika Bayerwaltes.

## Filmografie (Auswahl)
- 1972: Der Kommissar – Schwester Ignatia (Fernsehserie)
- 1984: Heimat – Eine deutsche Chronik (Fernsehserie)
- 1985; 1986: Derrick (Fernsehserie, 2 Folgen)
- 1990: Das schreckliche Mädchen
- 1992: Die zweite Heimat – Chronik einer Jugend (Fernsehserie)
- 1992–1993: Marienhof (Fernsehserie)
- 1994: Die Kommissarin – Das Lied vom Freund (Fernsehserie)
- 1997: Die Chaos-Queen (Fernsehfilm)
- 2000: Anwalt Abel – Das Geheimnis der Zeugin (Fernsehserie)
- 2000: Zwei Brüder – Farbe der Nacht (Fernsehserie)
- 2001: Sophie – Sissis kleine Schwester (Fernsehfilm)
- 2001: Vera Brühne (Fernsehfilm)
- 2002: Bibi Blocksberg
- 2003; 2004: In aller Freundschaft (Fernsehserie, 4 Folgen)
- 2003: Der zweite Frühling (Fernsehfilm)
- 2006: Plötzlich Opa (Fernsehfilm)
- 2007: Die Erntehelferin (Fernsehfilm)
- 2009–2018: SOKO Stuttgart (Fernsehserie)
- 2010: Keiner geht verloren (Fernsehfilm)
- 2014: Lena Fauch – Gefährliches Schweigen (Fernsehfilm)
- 2016: Dr. Klein – Sehnsucht (Fernsehserie)
- 2018: Inga Lindström – Die andere Tochter
- 2019: SOKO Stuttgart – Couchsurfing (Fernsehserie, Gastauftritt)
- 2025: SOKO Wismar – Heavy Metal (Fernsehserie)